# Kleines Spital

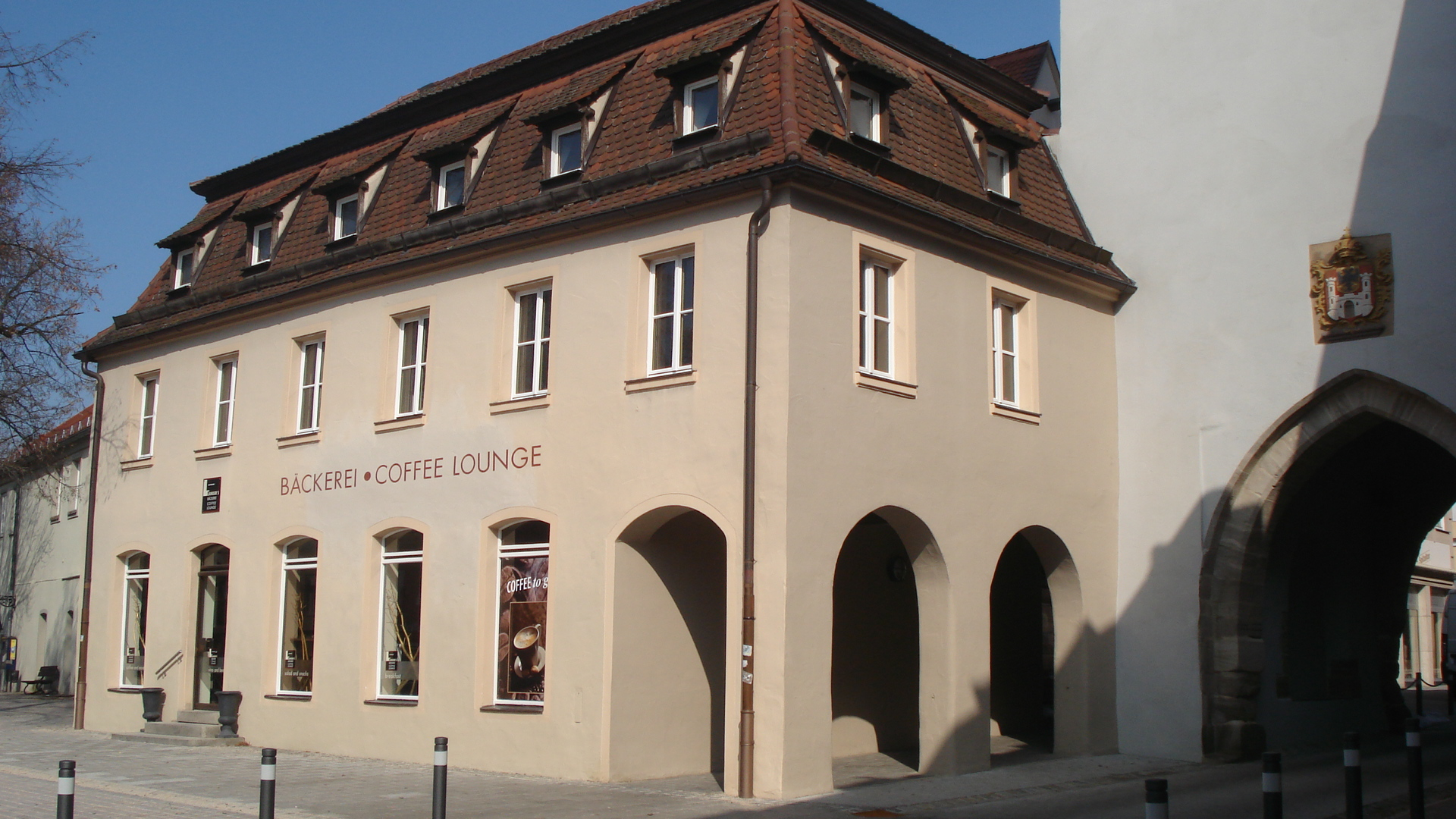
Kleines Spital

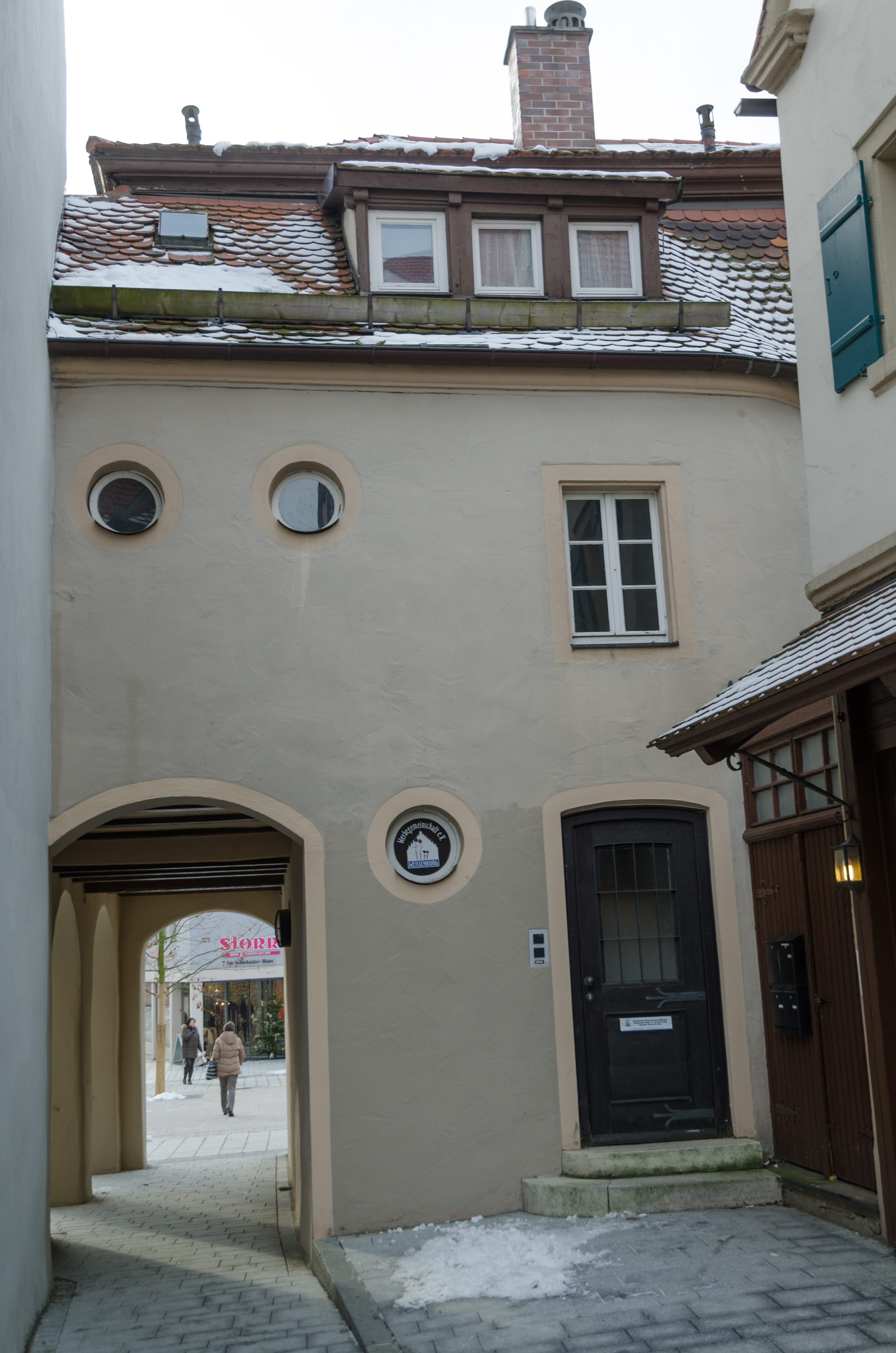
Rückwärtige Sicht

Das Kleine Spital ist ein Bauwerk in der denkmalgeschützten Altstadt von Weißenburg in Bayern, einer Großen Kreisstadt im mittelfränkischen Landkreis Weißenburg-Gunzenhausen. Das Gebäude ist unter der Denkmalnummer D-5-77-177-152 als Baudenkmal in die Bayerische Denkmalliste eingetragen.

## Geographische Lage
Das Gebäude mit der postalischen Adresse Friedrich-Ebert-Straße 10 befindet sich gegenüber der Spitalkirche am Übergang vom Marktplatz zur Friedrich-Ebert-Straße direkt am Spitaltor auf einer Höhe von 417 m ü. NHN.
Das Gebäude steht auf der Weißenburger Flurnummer 1.

## Baubeschreibung und Geschichte
Im Jahre 1447 wurde ein bürgerliches Spital in Weißenburg eingerichtet. Das Spitalwesen war eine bedeutende Geldquelle für Stadt und Kirche, weshalb man das Kleine Spital im Jahre 1586 an die Spitalkirche im ehemaligen Zwinger hinzubaute. 1729 fand im Zuge der Umbauarbeiten der Spitalkirche eine Barockisierung des Spitals durch Gabriel de Gabrieli statt. Im 19. Jahrhundert waren hier zwei Schulräume, später das Gesundheitsamt und die Bezirkskasse untergebracht. Von 1925 bis 1935 sowie 1954 bis 1966 befand sich die Stadtbibliothek Weißenburg im Kleinen Spital. 1909 wurde ein Fußgängerdurchgang angelegt. Heute wird das Kleine Spital als Geschäftsgebäude genutzt.
Das Kleine Spital ist ein zweigeschossiger Mansarddachbau, das mit sechs Achsen gegliedert ist, wobei das Erdgeschoss korbbogige (heute stichbögige) Fenster und das Obergeschoss rechteckige Fenster aufweist mit dazu korrespondierenden Dachgauben.